# Korcsmár Zsolt
Korcsmár Zsolt (Komló, 1989. január 9. –) válogatott magyar labdarúgó, védő. Újpesten nevelkedett,  pályafutása során játszott a  német másodosztályban szereplő SpVgg Greuther Fürth és a dán élvonalbeli Midtjylland csapatában is. Három évet töltött a norvég SK Brann csapatánál, 2007 decemberében próbajátékon vett részt a West Ham Unitednél, azonban a két klub nem tudott közös nevezőre jutni az átigazolási díj kapcsán. Tagja volt az egyiptomi 2009-es U20-as labdarúgó-világbajnokságon szereplő U20-as magyar labdarúgó-válogatott keretének, amely bronzérmet szerzett.

## Pályafutása

### Újpest

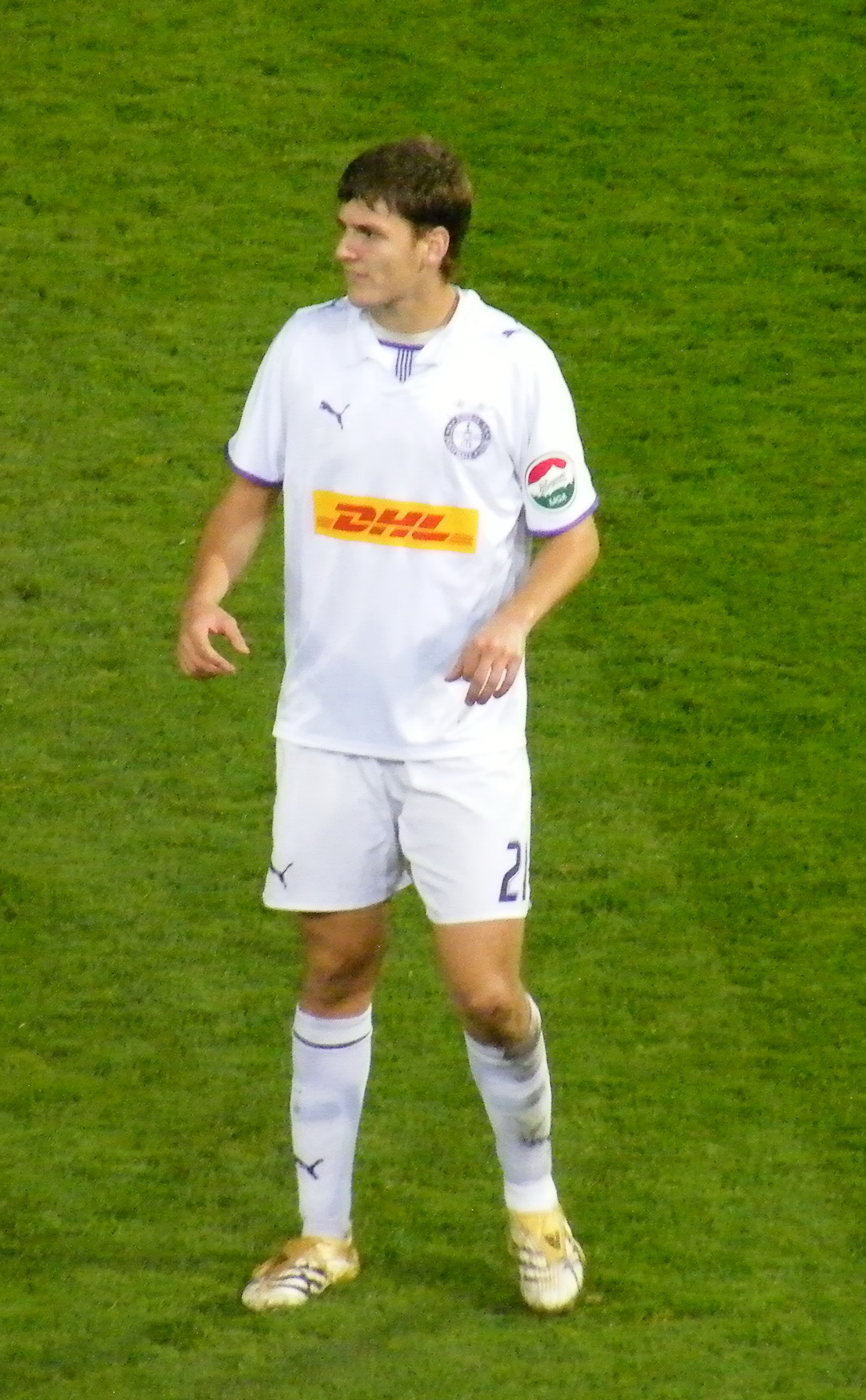

A játékos 2006. április 22-én mutatkozott be az NB I-ben az Újpest FC felnőtt csapatában a Budapest Honvéd ellen a 85. percben Sándor György cseréjeként. A következő szezonban már Valére Billen-nél alapember lett a felnőtteknél. A védelem egyik legbiztosabb pontja lett. Még ebben a szezonban a fiatal labdarúgó megszerezte élete első NB I-es gólját a Győri ETO ellen, 2006. december 10-én. A játékos fiatal kora ellenére csapata egyik meghatározó embere. 24 mérkőzésen lépett pályára és 1 gólt szerzett, valamit adott egy gólpasszt a Budapest Honvéd ellen.
2007. augusztus 19-én már az első pályára lépésén a 2007/08-as szezonban az 5. fordulóban gólt szerzett a Budapest Honvéd elleni 1-4-re megnyert idegenbeli meccsen. A következő gólját november 23-án a Debreceni VSC elleni döntetlen alkalmával szerezte. 2007 decemberében az angol West Ham United-nél volt próbajátékon, de mivel a két klub nem tudod megegyezni, így nem történt meg az átigazolás. 2008. április 14-én a FC Tatabánya ellen idei harmadik gólját is megszerezte. Május 12-én a Paksi FC ellen bokasérülést szenvedett, ami legalább egy hét pihenőre kényszerítette. A bajnokságban 21 alkalommal öltötte magára az Újpest mezét, amiben 3 gólt is szerzett.
A 2008/09-es szezonban az 1. fordulóban a Nyíregyháza Spartacus FC ellen lépett első alkalommal a pályára. 2008. szeptember végén 2013-ig hosszabbította meg a szerződését. Szeptemberben könyöksérülést szenvedett, de speciális gyakorlatokkal edzett, hogy már októberben visszatérhessen a pályára. Október 26-án a Paksi FC ellen gólt szerzett, majd öt nappal később a Zalaegerszeg ellen ismét feliratkozott a gólszerzők listájára. 2009. elején kiment a bokája, ami miatt három-négy hetet kénytelen volt kihagyni. 2009.április 4-én a Kecskeméti TE ellen gólt szerzett, majd április 29-én az MTK Budapest ellen is eredményes tudott lenni. Négy nappal később a Diósgyőr ellen ismét eredményes volt. Ebben a szezonban 24 bajnokin lépett pályára és 5 gólt szerzett, míg a Magyar kupában 1 mérkőzésen lépett pályára.
A 2009/10-es szezonban is alapember volt klubjában. 2009. július 16-án a román FC Steaua București elleni mérkőzésen kezdőként lépett pályára az Európa-liga selejtezőjében. 2009 novemberében a skót Celtic és a holland Feyenoord hívta próbajátékra. Korcsmár a próbajáték alatt meggyőzte a Celtic vezetőit, de végül nem történt átigazolás. A szezonban az első gólját a 27. fordulóban a Győri ETO ellen szerezte meg, majd még gólpasszt is jegyzett. Hat nappal később a Debreceni VSC ellen ismét eredményes volt. Ebben a hónapban még egyszer tudott eredményes lenni a Vasas SC ellen. 25 bajnokin és 6 kupa meccsen lépett pályára ebben a szezonban, majd külföldre került kölcsönbe.

### SK Brann
2010 júliusában november 30-ig tartó kölcsönszerződést írt alá a norvég Brann csapatához. 2010. augusztus 8-án már be is mutatkozott új klubjában az IK Start elleni idegenbeli elvesztett mérkőzésen, kezdőként lépett pályára és végig ott is maradt. október 17-én öngólt szerzett a Lillestrøm SK ellen. 10 bajnokin lépett pályára és ezeken összesen 810 percet töltött a pályán. Alapembere lett klubjának.
2011. január 13-án az Újpest FC és az SK Brann megegyeztek egymással, miszerint a norvég klub él opciós jogával, és végleg szerződteti Korcsmárt. 2011. április 4-én megszerezte első gólját a SK Brann színeiben a Norvég első osztályban a Lillestrøm SK otthonában, egy szabadrúgásból leereszkedő labdába ért bele. 2011. június 27-én a Sarpsborg 08 ellen az első gólt szerezte idegenbeli 5-3-ra megnyert mérkőzésen, egy szögletet követően fejelt a kapuba. Ez volt a második gólja a szezonban. 2011. augusztus 19-én a holland Heerenveen képviselői jelezték, hogy ott lesznek a lelátón a Stabæk Fotball elleni idegenbeli mérkőzésen, mivel komolyan érdekli őket Korcsmár leigazolása. Zsolt egyelőre nem szeretné elhagyni a Brann Bergen csapatát, mivel szerinte nem jött még el annak az ideje, hogy váltson. 2011. október 2-án a Vålerenga Fotball elleni hazai mérkőzésen a hosszúba csúsztatta a labdát, így megszerezte idei harmadik gólját is a bajnokságban. 2011. november 6-án a Norvég kupa döntőben gólt szerzett a Aalesunds FK ellen, de ez is kevés volt a kupa győzelemhez, mivel 1-2-re kikaptak.
Következő szezonban továbbra is maradt a klubnál. 2012. június 20-án a Norvég kupában a Nest-Sotra IL ellen gólt szerzett. Két héttel később ismét a kupában volt eredményes a Viking FK ellen, amit a rendes játékidő hajrában szerzett, ami nélkül valószínűleg csapatával nem jutottak volna tovább. A bajnokságban július 15-én a Odd Grenland BK ellen duplázott, amivel megszerezte az első dupláját klubjában. Szeptember 27-én a IL Höddg ellen a Norvég kupa elődöntőjében gólt szerzett, de csapata 3-1-es vereséget szenvedett, amivel kiestek a kupából. Októberben kijelentette, hogy nem hosszabbítja meg 2013 végén lejáró szerződését, mivel úgy érzi eljött a váltás ideje. A szezont az 5. helyen zárták és Korcsmár a rendszeres játéklehetőség mellett a csapat csapatkapitánya is volt. Ennek ellenére akár 2013 elején csapatott válthat, de az orosz FC Volga Nizhny Novgorod-nak és a FK Krasznodar, valamint egy kínai klub ajánlatát is visszautasította.
A 2013-as szezonban a Vålerenga Fotball ellen lépett pályára kezdőként. A mérkőzést 3-1-re nyerték meg Korcsmárék. A következő 10 mérkőzésen csak egyszer szerepelt a kispadon, egyszer lecserélték a többi mérkőzésen végig a kezdőcsapatban szerepelt.

### Greuther Fürth
2013 májusának elején szóba hozták a Bundesligából kieső SpVgg Greuther Fürth csapatával, miután legalább két alkalommal megnézték a német klub megfigyelői. Pár nappal később nem hivatalosan bejelentették, hogy nagyjából 200 ezer euróért igazol Németországba a Fürthbe, miután az 1. FC Nürnberg csapata visszalépett. Egy héttel később a hivatalos bejelentés is megtörtént, miszerint 3 éves szerződést írt alá Korcsmár, ahol csapattársa lett Stieber Zoltánnak.

### Midtjylland
2017. június 2-án hároméves szerződést írt alá a Rafael van der Vaartot is soraiban tudó dán Midtjyllandhoz. 2020 májusában bejelentette visszavonulását. 2020. május 19-én, egy 2018-as térdsérülésre hivatkozva bejelentette visszavonulását.

### A válogatottban
Tagja volt a 2008-as csehországi U19-es labdarúgó-Európa-bajnokságon részt vevő magyar keretnek. Az elődöntőben kezdőként lépett pályára az olaszok elleni 1-0-ra elvesztett mérkőzésen, miután lejárt a sárga lapok miatti eltiltása.
Korcsmár tagja volt az egyiptomi 2009-es U20-as labdarúgó-világbajnokság U20-as magyar labdarúgó-válogatott keretének, amely harmadik helyen végzett. Az ifjú tehetség gólt szerzett Dél-Afrika válogatottja ellen.
2009. június 6-án a Luxemburg U21 ellen fejes gólt szerzett, majd két hónappal később a Wales-i U21 ellen is eredményes tudott lenni. Egy évvel később Wales ellen a 68. percben a saját kapujába fejelt.
2011. augusztus 10-én debütált a felnőtt válogatottban kezdőként egy Izland elleni barátságos meccsen. Összesen 26 alkalommal szerepelt a magyar nemzeti csapatban.

## Sikerei, díjai

### Klubcsapatokban
- Újpest FC
  - Magyar bajnokság
    - Ezüstérmes : 2005-06, 2008-09
- SK Brann
  - Norvég kupa
    - döntős : 2011
- Vasas SC
  - Magyar bajnokság
    - Bronzérmes : 2016-17

  - Magyar kupa
    - döntős : 2016-17
- FC Midtjylland
  - Dán bajnokság
    - Aranyérmes : 2017-18

### Válogatottban
- Magyar U20
  - U20-as labdarúgó-világbajnokság:
    - Bronzérmes: 2009

## Statisztika

### Klubcsapatban
| Klub           | Szezon        | Bajnokság | Bajnokság | Kupa    | Kupa  | Nemzetközi | Nemzetközi | Összesen | Összesen |
| Klub           | Szezon        | Meccsek   | Gólok     | Meccsek | Gólok | Meccsek    | Gólok      | Meccsek  | Gólok    |
| -------------- | ------------- | --------- | --------- | ------- | ----- | ---------- | ---------- | -------- | -------- |
| Újpest FC      | 2005–06       | 1         | 0         | 0       | 0     | 0          | 0          | 1        | 0        |
| Újpest FC      | 2006–07       | 24        | 1         | 0       | 0     | 0          | 0          | 24       | 1        |
| Újpest FC      | 2006–07       | 21        | 3         | 0       | 0     | 0          | 0          | 21       | 3        |
| Újpest FC      | 2008–09       | 24        | 5         | 1       | 0     | 0          | 0          | 25       | 5        |
| Újpest FC      | 2009–10       | 25        | 3         | 6       | 0     | 1          | 0          | 31       | 3        |
| Klub összesen  | Klub összesen | 95        | 12        | 7       | 0     | 0          | 0          | 103      | 12       |
| SK Brann       | 2010          | 10        | 0         | 0       | 0     | 0          | 0          | 10       | 0        |
| SK Brann       | 2011          | 28        | 3         | 4       | 1     | 0          | 0          | 32       | 4        |
| SK Brann       | 2012          | 26        | 2         | 5       | 3     | 0          | 0          | 31       | 5        |
| SK Brann       | 2013          | 9         | 0         | 1       | 0     | 0          | 0          | 10       | 0        |
| Klub összesen  | Klub összesen | 73        | 5         | 10      | 4     | 0          | 0          | 83       | 9        |
| Greuther Fürth | 2012-13       | 0         | 0         | 0       | 0     | 0          | 0          | 0        | 0        |
| Klub összesen  | Klub összesen | 0         | 0         | 0       | 0     | 0          | 0          | 0        | 0        |

### Mérkőzései a válogatottban
| Magyarország | Magyarország         | Magyarország                       | Magyarország     | Magyarország | Magyarország  | Magyarország | Magyarország | Magyarország |
| #            | Dátum                | Helyszín                           | Hazai            | Eredmény     | Vendég        | Kiírás       | Gólok        | Esemény      |
| ------------ | -------------------- | ---------------------------------- | ---------------- | ------------ | ------------- | ------------ | ------------ | ------------ |
| 1.           | 2011. augusztus 10.  | Budapest, Puskás Ferenc Stadion    | Magyarország     | 4 – 0        | Izland        | barátságos   | -            |              |
| 2.           | 2011. szeptember 2.  | Budapest, Puskás Ferenc Stadion    | Magyarország     | 2 – 1        | Svédország    | Eb-selejtező | -            |              |
| 3.           | 2011. szeptember 6.  | Chișinău, Zimbru Stadion           | Moldova          | 0 – 2        | Magyarország  | Eb-selejtező | -            | 69'          |
| 4.           | 2011. október 11.    | Budapest, Puskás Ferenc Stadion    | Magyarország     | 0 – 0        | Finnország    | Eb-selejtező | -            |              |
| 5.           | 2011. november 11.   | Budapest, Puskás Ferenc Stadion    | Magyarország     | 5 – 0        | Liechtenstein | barátságos   | -            | 62'          |
| 6.           | 2012. február 29.    | Győr, ETO Park                     | Magyarország     | 1 – 1        | Bulgária      | barátságos   | -            |              |
| 7.           | 2012. június 1.      | Prága, Generali Arena              | Csehország       | 1 – 2        | Magyarország  | barátságos   | -            | 11'          |
| 8.           | 2012. június 4.      | Budapest, Puskás Ferenc Stadion    | Magyarország     | 0 – 0        | Írország      | barátságos   | -            | 42'          |
| 9.           | 2012. augusztus 15.  | Budapest, Puskás Ferenc Stadion    | Magyarország     | 1 – 1        | Izrael        | barátságos   | -            | 46'          |
| 10.          | 2012. szeptember 7.  | Andorra la Vella, Estadi Comunal   | Andorra          | 0 – 5        | Magyarország  | vb-selejtező | -            |              |
| 11.          | 2012. szeptember 11. | Budapest, Puskás Ferenc Stadion    | Magyarország     | 1 – 4        | Hollandia     | vb-selejtező | -            | 18'          |
| 12.          | 2012. október 12.    | Tallinn, A. Le Coq Aréna           | Észtország       | 0 – 1        | Magyarország  | vb-selejtező | -            | 62'          |
| 13.          | 2012. október 16.    | Budapest, Puskás Ferenc Stadion    | Magyarország     | 3 – 1        | Törökország   | vb-selejtező | -            |              |
| 14.          | 2012. november 14.   | Budapest, Puskás Ferenc Stadion    | Magyarország     | 0 – 2        | Norvégia      | barátságos   | -            |              |
| 15.          | 2013. február 6.     | Belek, Bellis Sports Center (TUR)  | Fehéroroszország | 1 – 1        | Magyarország  | barátságos   | -            |              |
| 16.          | 2013. március 22.    | Budapest, Puskás Ferenc Stadion    | Magyarország     | 2 – 2        | Románia       | vb-selejtező | -            |              |
| 17.          | 2013. március 26.    | Isztambul, Şükrü Saracoğlu Stadion | Törökország      | 1 – 1        | Magyarország  | vb-selejtező | -            | 46'          |
| 18.          | 2013. június 6.      | Győr, ETO Park                     | Magyarország     | 1 – 0        | Kuvait        | barátságos   | -            |              |
| 19.          | 2013. augusztus 14.  | Budapest, Puskás Ferenc Stadion    | Magyarország     | 1 – 1        | Csehország    | barátságos   | -            | 69'          |
| 20.          | 2013. szeptember 6.  | Bukarest, Nemzeti Stadion          | Románia          | 3 – 0        | Magyarország  | vb-selejtező | -            | 14'          |
| 21.          | 2013. október 11.    | Amszterdam, Amsterdam ArenA        | Hollandia        | 8 – 1        | Magyarország  | vb-selejtező | -            |              |
| 22.          | 2013. október 15.    | Budapest, Puskás Ferenc Stadion    | Magyarország     | 2 – 0        | Andorra       | vb-selejtező | -            | 46'          |
| 23.          | 2014. június 7.      | Budapest, Puskás Ferenc Stadion    | Magyarország     | 3 – 0        | Kazahsztán    | barátságos   | -            |              |
| 24.          | 2014. október 11.    | Bukarest, Nemzeti Stadion          | Románia          | 1 – 1        | Magyarország  | Eb-selejtező | -            | 90+1'        |
| 25.          | 2017. november 9.    | Luxembourg, Stade Josy Barthel     | Luxemburg        | 2 – 1        | Magyarország  | barátságos   | -            |              |
| 26.          | 2017. november 14.   | Budapest, Groupama Aréna           | Magyarország     | 1 – 0        | Costa Rica    | barátságos   | -            | 10'          |
|              | Összesen             |                                    |                  | 26           | mérkőzés      |              | 0            | gól          |